# Timiperona
La Timiperona es un fármaco antipsicótico de primera generación (típico) que pertenece al tipo de las butirofenonas. Fue aprobado en Japón para el tratamiento de la esquizofrenia. Tiene propiedades generales similares a las del haloperidol, pero posee una mayor afinidad (como antagonista) por los receptores D2 y 5-HT2A. También tiene una afinidad de unión modesta para los receptores sigma. Es un potente activador de la prolactina. Puede inducir efectos secundarios extrapiramidales motores, somnolencia y estreñimiento, pero muestra baja toxicidad. Su eficacia en la esquizofrenia crónica es comparable a la clocapramina con igual o mayor seguridad. Del mismo modo, en un estudio se probó la timiperona contra el haloperidol y se mostró superior en la mejora de las experiencias anormales, como las alucinaciones, así como en la falta de iniciativa y el embotamiento del afecto.
Aunque la vía oral es la más empleada, la timiperona también se ha empleado en inyectable. y en uso tópico.

## Uso en embarazo y lactancia
Embarazo
Aunque no hay datos en hembras humanas, se sabe que la timiperona y sus metabolitos se transfieren fácilmente a través de la placenta al feto de roedores debido a su lipofilia.
Lactancia
Tras la administración oral del radiofármaco 14C-timiperona a las ratas lactantes el día 10 después del parto, los niveles de radiactividad de la leche aumentaron gradualmente, y fueron 6.6-11.5 veces más altos que los de la sangre materna, lo que indica que la timiperona y sus metabolitos se transfirieron fácilmente a la leche desde la sangre.